# Heinz Putzrath
Heinz Putzrath (* 12. Dezember 1916 in Breslau; † 24. September 1996 in Berlin) war ein deutscher Widerstandskämpfer, Kaufmann, sozialdemokratischer Politiker und Abteilungsleiter bei der Friedrich-Ebert-Stiftung.

## Leben
Als Sohn jüdischer Eltern, der Vater war Kaufmann, wuchs Heinz Putzrath in Breslau auf. Bis 1933 besuchte er dort das Realgymnasium. Als Schüler war er von 1928 bis 1932 Mitglied im Deutsch-Jüdischen Wanderbund Kameraden und 1933 im Sozialistischen Schülerbund. 1932 und 1933 war er Mitglied der KPD-Opposition (KPO).
Im Jahr 1933 zog er nach Berlin und widmete sich dem Widerstand gegen Hitler. Er war Lehrling in einer Autoschlosserei und dann kaufmännischer Lehrling in einer Tapisseriefabrik. Im September 1933 wurde er verhaftet und wegen „Vorbereitung zum Hochverrat“ zu sechs Monaten Gefängnis verurteilt; er war erst im Juni 1934 entlassen worden. 1934, im Juli, floh er in die Niederlande. Im „Werkhof Nieuweshuis“ des jüdischen Flüchtlingskomitees wurde er zwei Jahre lang zum Bauschlosser ausgebildet. 1936 wurde er wegen politischer Betätigung ausgewiesen. 1936/37 lebte er in der Tschechoslowakei.
1937 emigrierte Heinz Putzrath nach Großbritannien. 1940/41 war er als Deutscher während elf Monaten in verschiedenen Internierungslagern eingesperrt. Er war in England in verschiedenen Berufen tätig, zunächst als Rohrleger bei einer Baufirma in London; von 1942 bis 1945 war er in einer Flugzeugfabrik tätig, dann Verlagsangestellter. Von 1942 bis 1945 wirkte er in der Gruppe „Neu beginnen“ mit; seit 1945 in der SPD. Von 1942 bis 1946 war er Mitglied der „Landesgruppe deutscher Gewerkschafter in Großbritannien“; 1945/46 Vorstandsmitglied der Arbeiterwohlfahrt, und von 1943 bis 1946 war er Vorsitzender der Jugendgruppe der „Union deutscher sozialistischer Organisationen in Großbritannien“.
Nach zwölfjährigem Exil kehrte Heinz Putzrath 1946 wieder nach Deutschland heim. Er wurde Auslandsreferent des SPD-Vorstandes; zunächst in Hannover, ab 1951 in Bonn. So wirkte er an der Wiedergründung der Sozialistischen Internationale mit und knüpfte für die SPD Beziehungen zur Arbeitspartei in Israel. Er war auch Mitbegründer der Deutsch-Israelischen Gesellschaft.
In den Jahren 1961 bis 1968 war er Geschäftsführer der technischen Entwicklungshilfeorganisation „Weltweite Partnerschaft“. Von 1968 bis zu seiner Pensionierung 1981 war er Leiter der Abteilung „Gesellschaftspolitische Information“ der Friedrich-Ebert-Stiftung. 1982 wurde er Berater der Historischen Kommission beim Parteivorstand der SPD. Seit 1983 war er Vorsitzender der „Arbeitsgemeinschaft verfolgter Sozialdemokraten“ (AvS).
Im Jahr 1993 war Heinz Putzrath Idee- und Namensgeber und einer der Initiatoren sowie Gründungsmitglied der überparteilichen und überkonfessionellen Vereinigung „Gegen Vergessen – Für Demokratie“. Als deren Vorstandsmitglied waren ihm Zeitzeugen und Gedenkstätten wichtig, die Gegenwartsbedeutung der NS-Vergangenheit, des Kommunismus; und die Auseinandersetzung mit Rechtsextremismus, Antisemitismus, Rassismus und Totalitarismus jeder Form.